# HŠK Orao Đakovo
HŠK Orao bio je nogometni klub iz grada Đakova. 

## Povijest
Prvi je pravi nogometni klub u Đakovu. Za razliku od tadašnjih gradskih takmaca, nije bio nikakvim odjelom nekog već postojećeg športskog društva, nego klub osnovan samo za nogomet. Osnovan je malo poslije 4. lipnja 1911. godine (na ljeto). Kontinuirano je djelovao. Rad kluba dobro je popratio lokalni tisak (Hrvatske pučke novine, Posavska Hrvatska i dr.), za razliku od gradskih takmaca o kojima se nalazi tek minorne informacije. Prvotno su neki namjeravali da klub bude osnovan u sklopu Hrvatskog sokola, nego kao samostalnog kluba na čelu s Josipom Lukićem, Baumajsterom, Dragom Kokotom i Ivanom (ili Stjepanom) Cvinglom Na prvoj javnoj utakmici Orla koja je bila 6. kolovoza 1911. protiv nogometne sekcije Hrvatskog sokola iz Osijeka nastupio je kao pojačanje igrač zagrebačkog HAŠK-a Weselsky, inače Brođanin. Orlovo igralište bilo je na Utvaju. Klupska boja Orla bila je crvena. Lopte su kupovali u Beču ili Zagrebu. Klub je prestao s radom zbog nesređene financijske situacije u klubu i čestih svađa među igračima potkraj 1912., ili početkom 1913. godine.